# Eukariotyczne czynniki inicjacji
Eukariotyczne czynniki inicjacji (eIFs) to białka lub kompleksy białkowe biorące udział w inicjacji translacji u organizmów eukariotycznych. Białka te stabilizują powstawanie rybosomalnych kompleksów preninicjacyjnych wokół kodonu start i odgrywają istotną rolę w potranskrypcyjnej regulacji genów. Część czynników inicjacji translacji łączy się w kompleks z Met-tRNAiMet i małą podjednostką (40S) rybosomu - jest to kompleks preinicjacyjny 43S (43S PIC). Pozostałe czynniki tworzące kompleks eIF4F (eIF4A, E i G) przyłączają 43S PIC do czapeczki, od której następnie kompleks ten skanuje mRNA w kierunku 3' do momentu związania się z kodonem AUG. Rozpoznanie kodonu start przez tRNAiMet promuje uwolnienie czynnika eIF1, który przyłącza się do 43S PIC, formując 48S PIC. Pozwala to na dołączenie dużej podjednostki (60S) rybosomu. Eukariotycznych czynników inicjacji jest znacznie więcej od prokariotycznych, co odzwierciedla o wiele większą złożoność translacji u eukariontów. Istnieje co najmniej dwanaście eIF, złożonych z licznych łańcuchów polipeptydowych, zostały one opisane poniżej.

## eIF1 i eIF1A
Zarówno eIF1, jak i eIF1A wiążą się z kompleksem małej podjednostki (40S) rybosomu i mRNA. Razem wpływają na utrzymanie „otwartej” konformacji kanału wiążącego mRNA, co jest kluczowe dla skanowania, dostarczania tRNA i rozpoznania kodonu start. W szczególności oddysocjowanie eIF1 od podjednostki 40S jest uważane za kluczowy etap w rozpoznawaniu kodonu start.
eIF1 i eIF1A są małymi białkami (odpowiednio 13 i 16 kDa u ludzi) i oba są składnikami kompleksu preinicjacyjnego 43S. eIF1 wiąże się w pobliżu miejsca P rybosomu, podczas gdy eIF1A wiąże się w pobliżu miejsca A, w sposób podobny do strukturalnie i funkcjonalnie powiązanych odpowiedników bakteryjnych - IF3 i IF1.

## eIF2
eIF2 jest głównym kompleksem białkowym odpowiedzialnym za dostarczanie inicjatorowego tRNA do miejsca P kompleksu preinicjacyjnego jako kompleks zawierający Met tRNA ı Met i GTP (The eIF2-TC). eIF2 jest specyficzny względem tRNA niosącego metioninę różnego od Met-tRNA używanego na etapie elongacji łańcucha polipeptydowego. Podążając za położeniem inicjatorowego tRNA na kodonie start w miejscu P, eIF1 oddysocjowuje, a eIF2 przełącza się na formę związaną z GDP. Ta hydroliza jest sygnałem do dysocjacji eIF3, eIF1 oraz eIF1A, co skutkuje przyłączeniem dużej podjednostki rybosomu i rozpoczęciem elongacji.
eIF2 ma trzy podjednostki: eIF2- α, β i γ. Podjednostka α ulega fosforylacji regulacyjnej i ma szczególne znaczenie dla komórek, które mogą wymagać globalnego wyłączenia syntezy białek w odpowiedzi na sygnały chemiczne. Po fosforylacji, izoluje eIF2B (nie mylić z eIF2β), GEF. Bez tego GEF GDP nie może zostać zamienione na GTP i translacja zostaje zatrzymana. Jednym z przykładów tego jest indukowana przez eIF2α represja translacji, która występuje w retikulocytach pozbawionych niezbędnej ilości żelaza. W przypadku infekcji wirusowej kinaza białkowa R (PKR) fosforyluje eIF2α, gdy dsRNA jest wykrywany w komórce, co prowadzi do jej śmierci.
Zarówno białko eIF2A, jak i eIF2D jest nazywane „eIF2”, ale w gruncie rzeczy żadne z nich nie jest częścią heterotrimeru eIF2. Oba białka wydają się odgrywać unikalne role podczas translacji. Wydaje się, że mogą być zaangażowane w wyspecjalizowane szlaki metaboliczne, takie jak inicjacja translacji „niezależna od eIF2” lub reinicjacja.

## eIF3
eIF3 niezależnie od innych czynników inicjacji wiąże podjednostkę 40S rybosomu, wiele czynników inicjacji oraz komórkowy i wirusowy mRNA.
U ssaków eIF3 jest największym czynnikiem inicjującym, złożonym z aż 13 podjednostek (a-m). Jego masę cząsteczkową szacuje się na ~800 kDa. Białko to kontroluje składanie małej podjednostki na mRNA mającym czapeczkę lub IRES. eIF3 może wykorzystywać kompleks eIF4F lub, alternatywnie podczas wewnętrznej inicjacji, IRES, by umieścić nić mRNA w pobliżu miejsca wyjścia podjednostki 40S, promując w ten sposób składanie funkcjonalnego kompleksu preinicjacyjnego.
W wielu ludzkich nowotworach podjednostki eIF3 ulegają nadmiernej (podjednostki a, b, c, h, i, i m) i niedostatecznej (podjednostki e i f) ekspresji. Jeden z potencjalnych mechanizmów wyjaśniających ten brak regulacji bazuje na odkryciu, że eIF3 wiąże określony zestaw transkryptów mRNA regulujących proliferację komórek oraz reguluje ich translację. eIF3 pośredniczy również w sygnalizacji komórkowej poprzez S6K1 i mTOR / Raptor, regulując tym samym translację.

## eIF4F
Kompleks eIF4F składa się z trzech podjednostek: eIF4A, eIF4E i eIF4G. Każda podjednostka ma u Homo sapiens wiele izoform, istnieją również dodatkowe białka eIF4: eIF4B i eIF4H.
eIF4G jest białkiem rusztowania o masie 175,5 kDa. Oddziałuje z eIF3 i białkiem wiążącym poliadenylowany ogon (PABP), a także z innymi częściami kompleksu eIF4F. eIF4E rozpoznaje i wiąże strukturę 5' cap mRNA, podczas gdy eIF4G wiąże PABP wiążące ogon poli (A), potencjalnie zapętlając i aktywując związany mRNA. eIF4A - helikaza kasety DEAD mRNA - jest ważny dla rozplatania struktur drugorzędnych mRNA.
eIF4B zawiera dwie domeny wiążące RNA - jedna niespecyficznie oddziałuje z mRNA, podczas gdy druga specyficznie wiąże 18S rRNA małej podjednostki rybosomalnej. Działa ona zarówno jako kotwica, jak i krytyczny kofaktor dla eIF4A. Jest także substratem dla S6K, a po fosforylacji promuje tworzenie kompleksu preinicjacyjnego. U kręgowców eIF4H jest dodatkowym czynnikiem inicjującym o roli podobnej do eIF4B.

## eIF5, eIF5A i eIF5B
eIF5 jest białkiem aktywującym GTPazę, które pomaga dużej podjednostce rybosomu połączyć się z małą. Jest wymagany do hydrolizy GTP przez eIF2 i zawiera niespotykany aminokwas - hipuzynę.
eIF5A jest eukariotycznym homologiem czynnika EF-P. Pomaga w elongacji łąńcucha polipeptydowego, a także odgrywa rolę w terminacji translacji.
eIF5B wykazuje aktywność GTPazy i bierze udział w składaniu rybosomu. Jest eukariotycznym analogiem bakteryjnego IF2.

## eIF6
eIF6 hamuje składanie rybosomu podobnie jak eIF3, ale wiąże się z dużą podjednostką (60S).